# Hrabstwo Camden (Missouri)
Hrabstwo Camden (ang. Camden County) – hrabstwo w stanie Missouri w Stanach Zjednoczonych. Obszar całkowity hrabstwa obejmuje powierzchnię 708,86 mil2 (1 836 km²). Według danych z 2010 r. hrabstwo miało 44 002 mieszkańców. Hrabstwo powstało w 1841 jako hrabstwo Kinderhook. W 1843 roku hrabstwu nadano imię na cześć Charlesa Pratta, 1. hrabiego Camden - Lorda Kanclerza i lidera Partii Wigów.

## Sąsiednie hrabstwa
- Hrabstwo Morgan (północ)
- Hrabstwo Miller (północny wschód)
- Hrabstwo Pulaski (wschód)
- Hrabstwo Laclede (południowy wschód)
- Hrabstwo Dallas (południowy zachód)
- Hrabstwo Hickory (zachód)
- Hrabstwo Benton (północny zachód)

## Miasta
- Camdenton
- Lake Ozark
- Linn Creek
- Osage Beach

## Wioski
- Climax Springs
- Stoutland
- Sunrise Beach
- Village of Four Seasons
- Macks Creek (CDP)